# Dexter: Resurrection
Dexter: Resurrection è una serie televisiva statunitense sviluppata da Clyde Phillips, sequel di Dexter: New Blood e Dexter. La serie vede Michael C. Hall riprendere il ruolo di Dexter Morgan e ha debuttato l'11 luglio 2025 su Paramount+.

## Trama
La serie è ambientata dopo gli eventi di New Blood, e segue Dexter Morgan, che si è miracolosamente ripreso dalla sua ferita da arma da fuoco quasi fatale. Dopo un coma di dieci settimane Dexter si risveglia e apprende che è stato ritrovato un corpo dissezionato in nove parti e pensa subito a suo figlio Harrison, che nel frattempo ha iniziato una nuova vita come facchino in un hotel di New York. Così fugge dall'ospedale nel quale è ricoverato e va alla sua ricerca.

## Episodi
| Stagione       | Episodi | Pubblicazione |
| -------------- | ------- | ------------- |
| Prima stagione | 10      | 2025          |

## Personaggi e interpreti

### Principali
- Dexter Morgan, interpretato da Michael C. Hall, doppiato da Loris Loddi.
Dopo essere stato in coma per dieci settimane ad Iron Lake scopre, dalla sua fisioterapista, che è stato ritrovato un corpo dissezionato in nove parti a New York, così fugge dall'ospedale nel quale è ricoverato in cerca di Harrison.
- Charley, interpretata da Uma Thurman, doppiata da Chiara Colizzi.
Faccendiera di Leon Prater laureata ad Harvard.
- Harrison Morgan, interpretato da Jack Alcott, doppiato da Manuel Meli.
Figlio di Dexter che, dopo gli eventi di Iron Lake, ha iniziato una vita a New York e lavora come facchino al The Empire Hotel.
- Angel Batista, interpretato da David Zayas, doppiato da Roberto Stocchi.
Capitano della divisione omicidi del dipartimento di polizia di Miami che arriva ad Iron Lake ritrovando un redivivo Dexter.
- Blessing Kamara, interpretato da Ntare Guma Mbaho Mwine, doppiato da Franco Mannella.
Autista di Urcar, una compagnia di taxi privati, che offre a Dexter un lavoro e un appartamento in affitto dopo il suo arrivo a New York.
- Claudette Wallace, interpretata da Kadia Saraf, doppiata da Letizia Scifoni.
Detective della omicidi di New York che indaga sulla morte di Ryan Foster.
- Melvin Oliva, interpretato da Dominic Fumusa, doppiato da Stefano Crescentini.
Detective della omicidi di New York che assiste Wallace nelle indagini.
- Elsa Rivera, interpretata da Emilia Suárez, doppiata da Emanuela Ionica.
Giovane madre, cameriera ai piani del The Empire Hotel e amica di Harrison.
- Harry Morgan, interpretato da James Remar, doppiato da Rodolfo Bianchi.
Defunto padre di Dexter che lo guida come spirito e lo consiglia su come agire.
- Leon Prater, interpretato da Peter Dinklage, doppiato da Mauro Gravina.
Venture capitalist e filantropo miliardario che colleziona cimeli dei serial killer e organizza cene per conoscerli.

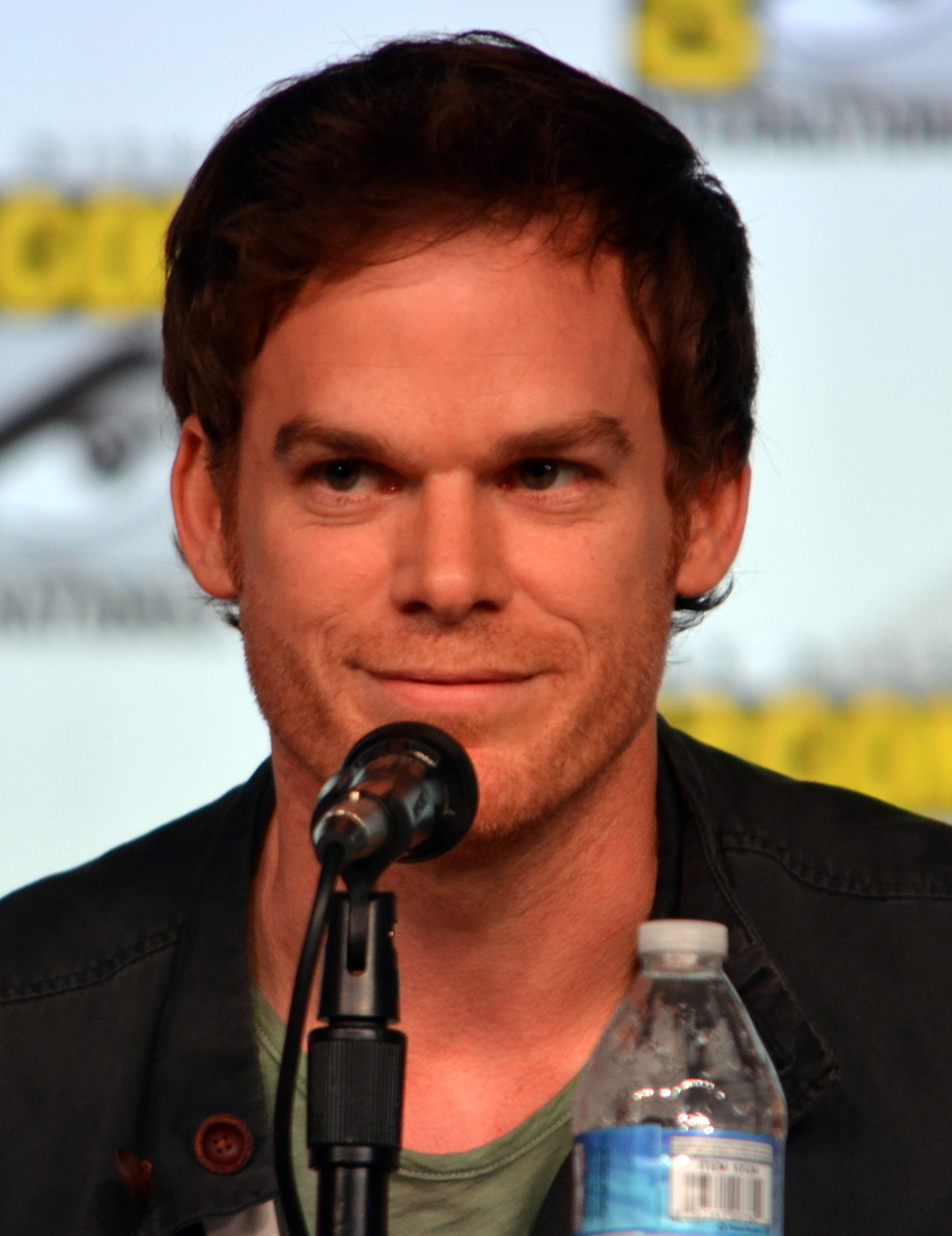
Michael C. Hall
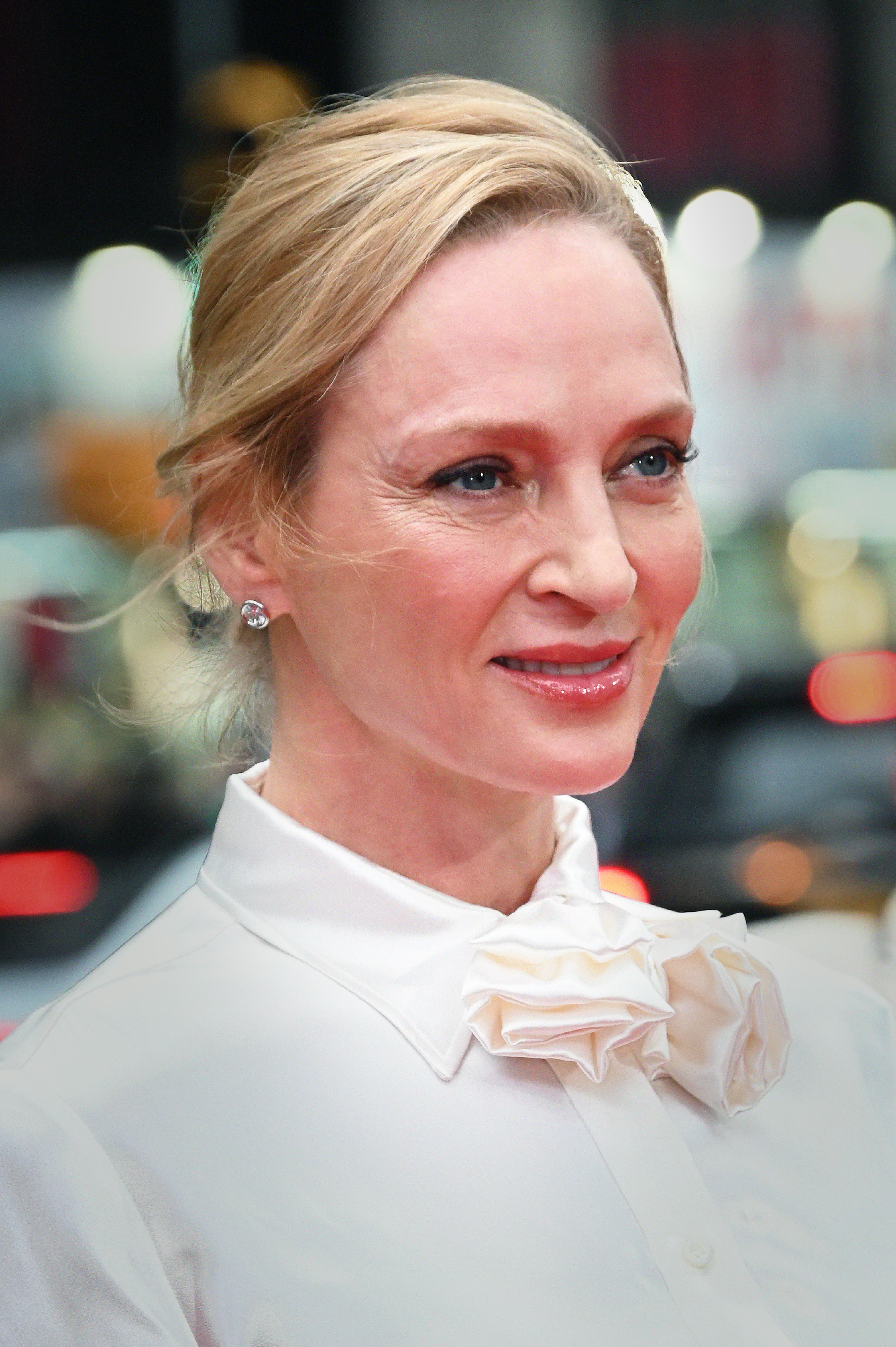
Uma Thurman
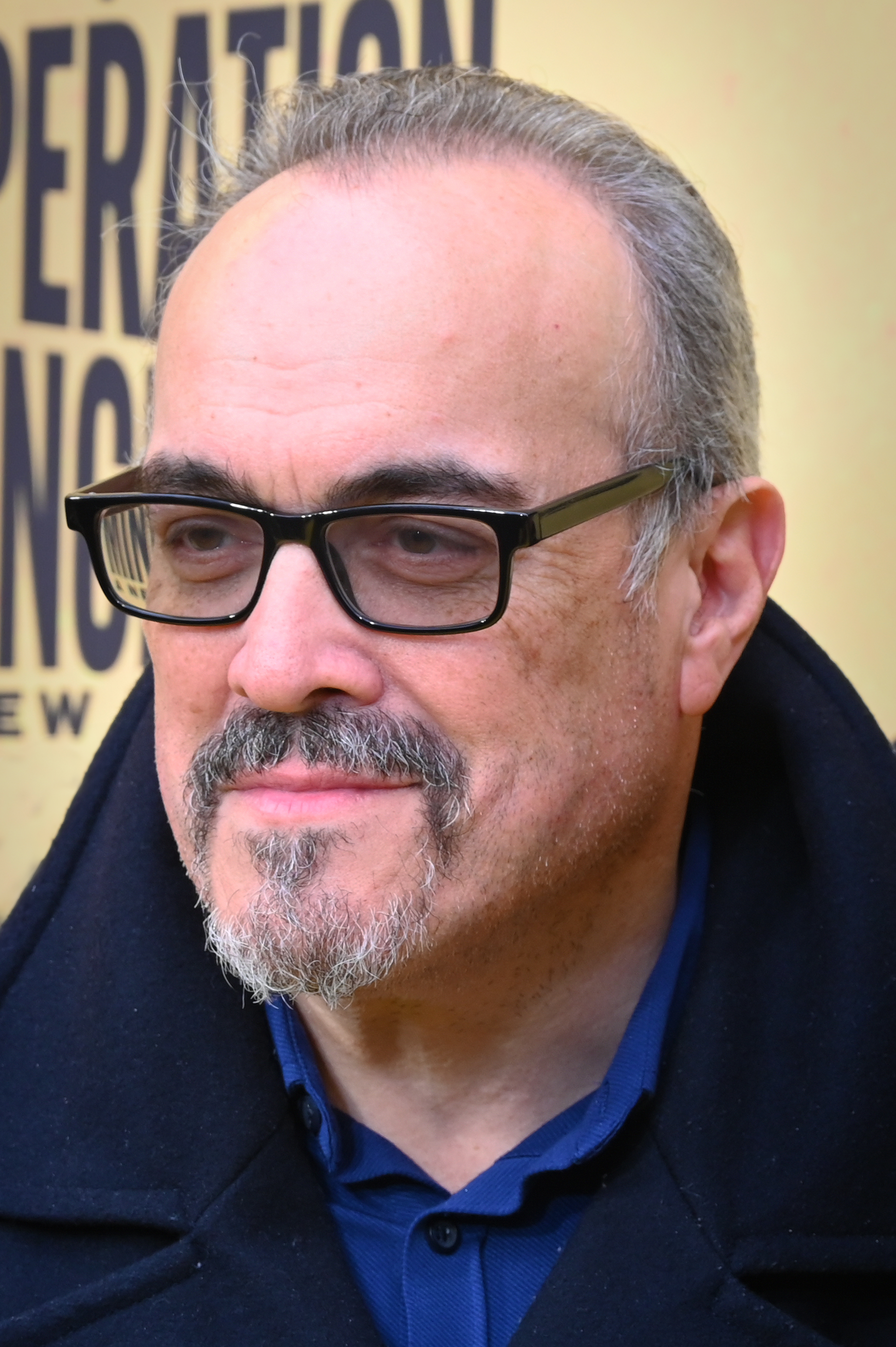
David Zayas
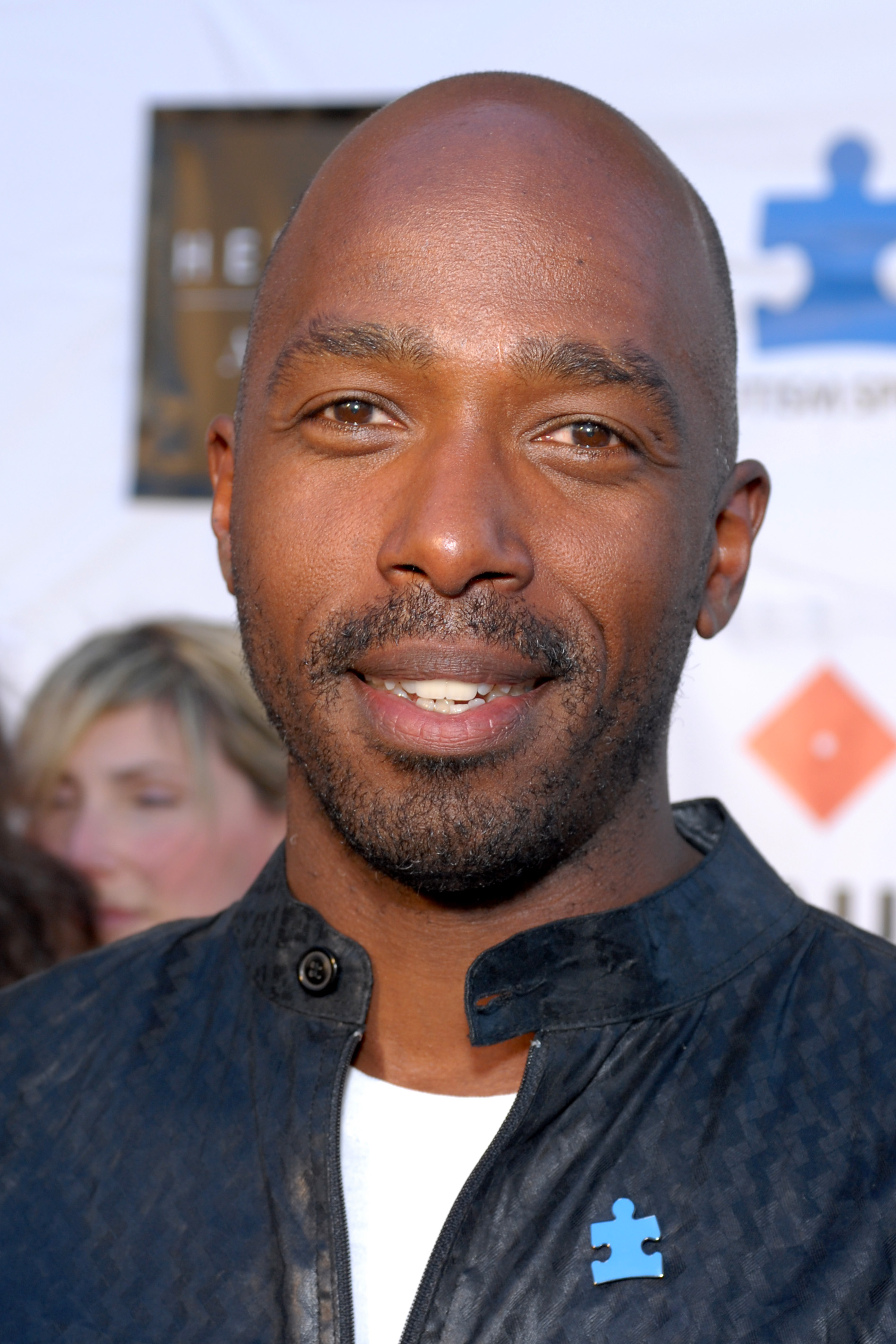
Ntare Guma Mbaho Mwine
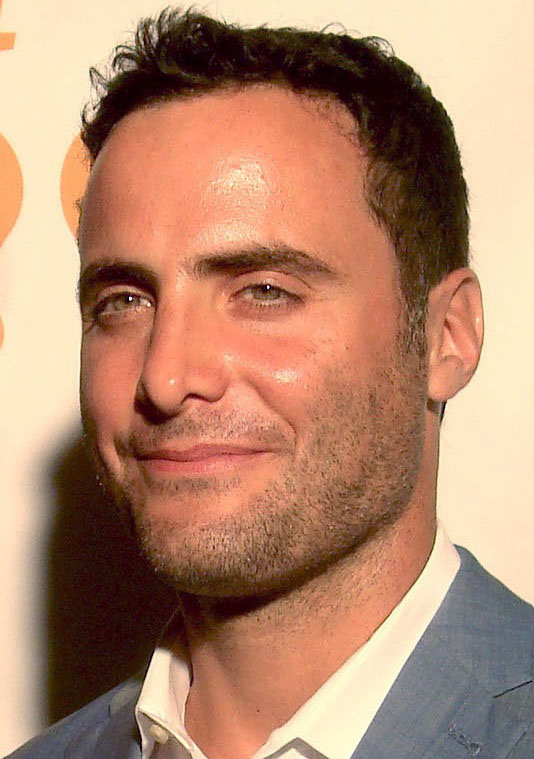
Dominic Fumusa
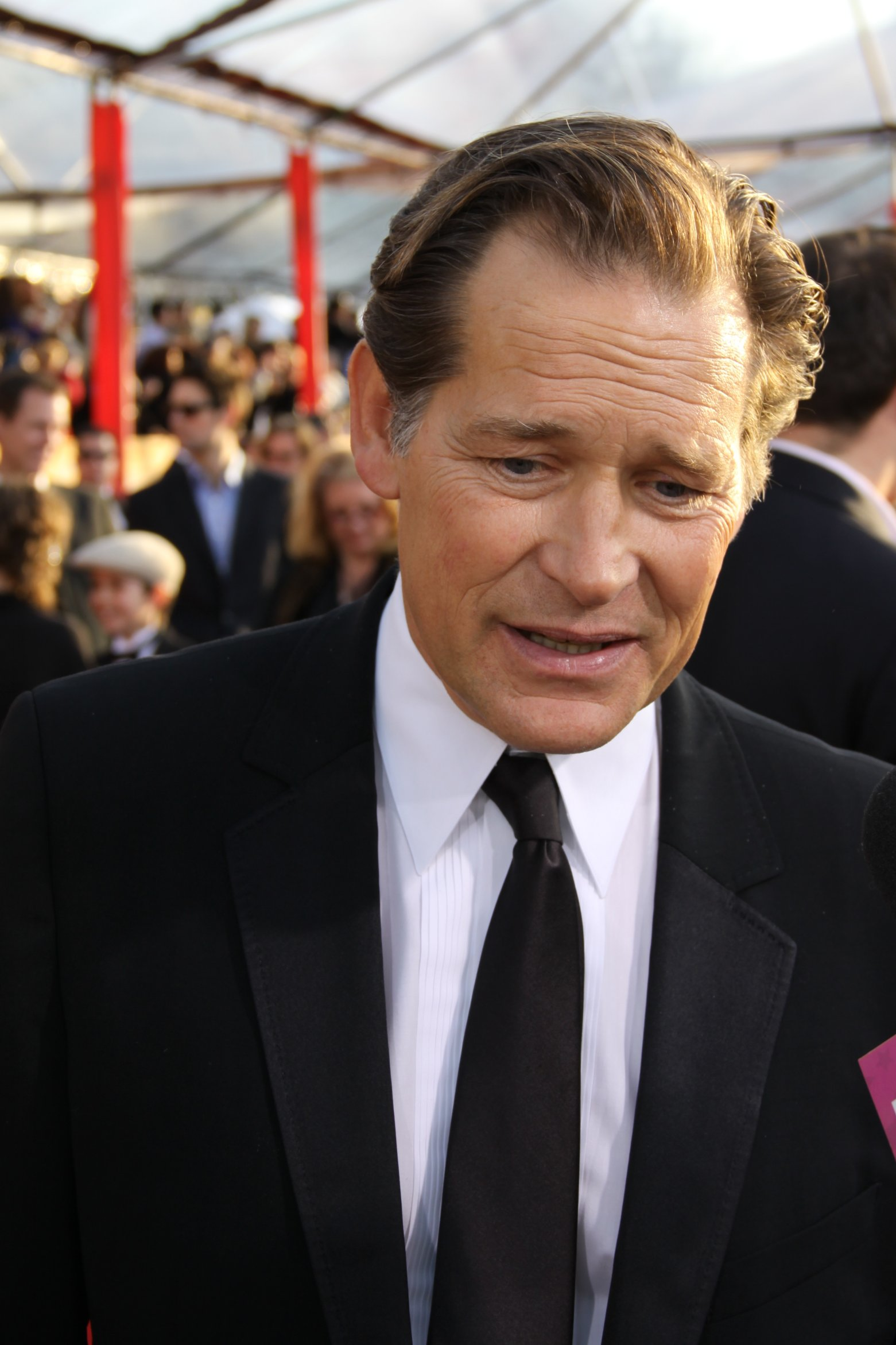
James Remar
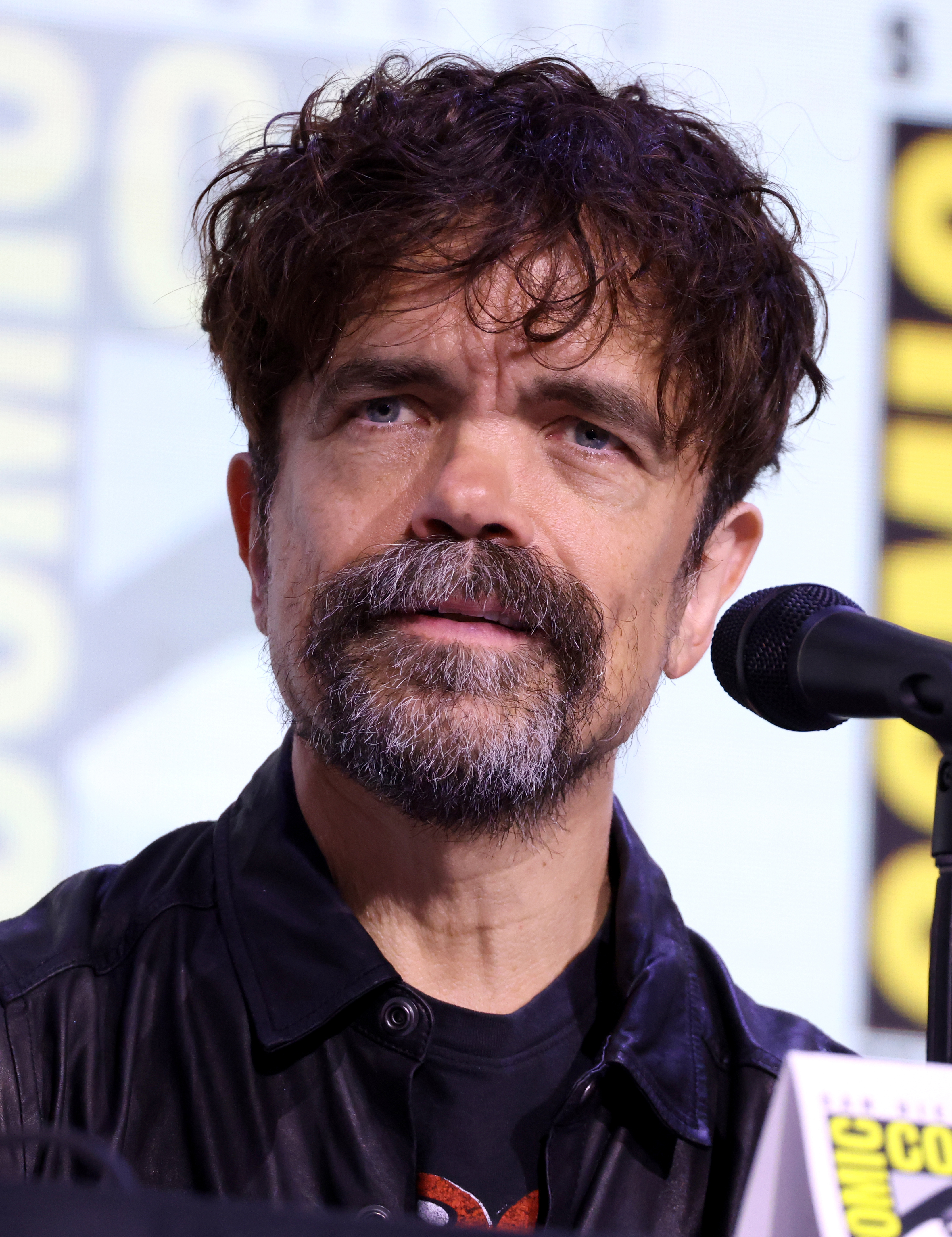
Peter Dinklage

### Ricorrenti
- Teddy Reed, interpretato da David Magidoff, doppiato da David Chevalier.
Nuovo sceriffo ad interim di Iron Lake dopo la partenza di Angela.
- Ryan Foster, interpretato da Bryan Lillis, doppiato da Luca Mannocci.
Cliente dell'hotel che tenta di stuprare Shauna ma viene ucciso da Harrison.
- Stefan Pike, interpretato da Jason Alan Carvell, doppiato da Raffaele Carpentieri.
Direttore del The Empire Hotel e capo di Harrison.
- Shauna, interpretata da McKaley Miller, doppiata da Giulia Franceschetti.
Ospite dell'hotel arrivata a New York per partecipare a un convegno di medicina.
- Lance Thomas, interpretato da Darius Jordan Lee, doppiato da Gabriele Vender.
Collega e amico di Harrison.
- Constance Kamara, interpretata da JillMarie Lawrence, doppiata da Anna Cugini.
Moglie di Blessing.
- Joy Kamara, interpretata da Reese Antoinette, doppiata da Eva Padoan.
Figlia di Blessing e Constance e agopunturista.
- Mia Lapierre / Lady Vendetta, interpretata da Krysten Ritter, doppiata da Ilaria Latini.
Sommelier e serial killer famosa per eliminare i predatori sessuali.
- Vinny, interpretato da Steven R. Schirripa, doppiato da Alberto Angrisano.
Proprietario dell'appartamento in cui vivono Elsa e suo figlio Dante.

### Guest star
- Arthur Mitchell/Trinity Killer, interpretato da John Lithgow, doppiato da Stefano De Sando.
Serial killer che uccise la madre di Harrison, Rita Bennett.
- James Doakes, interpretato da Erik King, doppiato da Alberto Angrisano.
Sergente della polizia di Miami che scoprì il segreto di Dexter.
- Miguel Prado, interpretato da Jimmy Smits, doppiato da Fabrizio Pucci.
Assistente procuratore distrettuale ucciso da Dexter per aver pianificato di eliminare María LaGuerta.
- Ronald "Red" Schmidt, interpretato da Marc Menchaca, doppiato da Simone D'Andrea.
Serial killer conosciuto come l'"oscuro passeggero" che uccide gli autisti dei taxi privati decapitandoli.
- Vince Masuka, interpretato da C. S. Lee, doppiato da Francesco Meoni.
Capo investigatore forense della polizia di Miami.
- Joey Quinn, interpretato da Desmond Harrington, doppiato da Fabio Boccanera.
Detective della divisione omicidi di Miami.
- Lowell / Il collezionista di tatuaggi, interpretato da Neil Patrick Harris, dopppiato da Nanni Baldini.
Anestesista e serial killer che colleziona i tatuaggi delle sue vittime.
- Al / Raperonzolo, interpretato da Eric Stonestreet, doppiato da Massimo De Ambrosis.
Serial killer e padre di famiglia che lascia come trofeo alle sue vittime delle code di cavallo.
- Gareth / Gemini Killer, interpretati da David Dastmalchian, doppiati da Emiliano Coltorti.
Coppia di serial killer che agiscono insieme uccidendo due persone, al primo posto nella lista dei ricercati dell'FBI.

## Produzione
Il 26 luglio 2024, durante il panel di Dexter: Original Sin al San Diego Comic-Con, è svelata una serie sequel di Dexter: New Blood intitolata Dexter: Resurrection. È creata e sviluppata da Clyde Phillips anche come showrunner e produttore esecutivo. Il 7 gennaio 2025 Michael C. Hall, Scott Reynolds, Tony Hernandez, Lilly Burns e Marcos Siega sono stati annunciati come produttori esecutivi. Secondo Phillips e Hall, Resurrection è concepita per avere più stagioni.

### Casting
Dopo l'annuncio del sequel della serie, Hall è stato confermato come protagonista riprendendo il suo ruolo di Dexter Morgan. Il 7 gennaio 2025, David Zayas, Jack Alcott e James Remar si sono uniti al cast principale per riprendere i loro ruoli di Angel Batista, Harrison Morgan e Harry Morgan. Alcune settimane dopo Uma Thurman è stata ingaggiata. Nel mese seguente Peter Dinklage, Ntare Mwine, Kadia Saraf, Dominic Fumusa e Emilia Suárez sono entrati nel cast principale mentre Krysten Ritter in quello ricorrente come Mia / Lady Vendetta. Nel marzo 2025, Neil Patrick Harris, Eric Stonestreet e David Dastmalchian sono stati scritturati per ruoli minori, con Steve Schirripa che si unisce al cast ricorrente. Nello stesso mese John Lithgow ha rivelato in un'intervista che avrebbe ripreso il suo ruolo di Arthur Mitchell / Trinity Killer mentre David Magidoff si è unito al cast ricorrente per riprendere il ruolo di Teddy Reed. A fine mese, Jimmy Smits è stato confermato nel ruolo di Miguel Prado. Nell'aprile 2025 Marc Menchaca e Reese Antoinette sono stati scelti come guest star. Il 1º giugno 2025, Erik King è stato annunciato per riprendere il ruolo di James Doakes in qualità di cameo.

### Riprese
La lavorazione della serie è iniziata il 9 gennaio 2025 a New York. Sono proseguite ai Lionsgate Studios a Yonkers a febbraio. Le riprese si sono concluse il 18 giugno 2025.

## Colonna sonora
La colonna sonora della serie è composta da Pat Irwin.

## Distribuzione
Dexter: Resurrection è distribuita dall'11 luglio 2025 sulla piattaforma di streaming Paramount+ in tutti i Paesi in cui è presente.

### Edizione italiana
La direzione del doppiaggio è a cura di Alessio Maria Bianchi su dialoghi di Emanuela D'Amico e Olivia Costantini, per conto di CDR.

## Accoglienza

### Critica
La serie ha ricevuto recensioni positive dalla critica. Rotten Tomatoes riporta l'89% delle recensioni professionali positive basato su 37 critiche. Il consenso critico del sito web indica: «Dexter respinge un caso minore di morte e molteplici falsi finali per riemergere vitale come sempre in un seguito intenzionalmente paradossale che riscopre il brivido della caccia.» Metacritic, invece, ha assegnato un punteggio di 63 su 100 basato su 15 recensioni, indicando "recensioni generalmente favorevoli".

### Primati
Secondo Paramount, il primo episodio di Dexter: Resurrection ha ottenuto 3,1 milioni di telespettatori in entrambe le trasmissioni lineare e streaming, risultando il più visualizzato nella storia di Showtime. Il pubblico in streaming è aumentato del 44% rispetto a Dexter: Original Sin e del 79% da Dexter: New Blood.